# AMUSE
AMUSE és una aplicació llançada l'any 2017 per la Fundació ONCE, destinada a convertir els museus en llocs més inclusius, interactius i lúdics, amb l'objectiu d'incloure a les persones amb discapacitat visual en l'oci cultural. És una aplicació apta per tots els dispositius Android.
Amb aquesta aplicació es pot:
- Accedir a la informació de manera personalitzada a les teves necessitats en funció dels continguts disponibles del museu.
- Localitzar els elements claus del teu voltant usant la càmara del mòbil o la localització Bluetooth.
- Realitzar rutes temàtiques dissenyades pel museu
- Jugar per les diferents sales del museu en diferents nivells en funció del coneixement i els punts acumulats
- Saber la teva localització gràcies al Bluetooth.

Entre els museus que han incorporat aquest programa a les seves instal·lacions, s'hi troben el Museo del Enclave de la Muralla de Molina de Segura o el Museu Tifològic de Madrid. L'any 2019 va rebre el premi a la "Innovació en ONG" concedit per l'Organització Mundial del Turisme.